# Solomys spriggsarum
Espèce
Solomys sapientis est une espèce éteinte de rongeurs de la famille des Muridae, endémique des Salomon.

## Taxonomie
L'espèce est décrite pour la première fois par Tim Flannery et Stephen Wickler (d) en 1990.

## Distribution et habitat
L'espèce, désormais éteinte, était endémique de l'île de Buka dans la province de Bougainville en Papouasie-Nouvelle-Guinée.